# Java Web Services Development Pack
Java Web Services Developer Pack (kurz Java WSDP oder JWSDP) ist ein von Sun Microsystems herausgegebenes Produktpaket, mit dessen Hilfe Webservices entwickelt und veröffentlicht werden können.
JWSDP wurde 2006 abgelöst von GlassFish. Viele Bestandteile von JWSDP wurden Teil von Glassfish und Web Services Interoperability Technology (WSIT), ein weiteres Projekt von Sun, einige gingen auch in die Java Platform, Standard Edition 6 ein. Der Quellcode ist unter der Lizenz CDDL verfügbar.